# Antibióticos de León
Antibióticos de León S.L.U es una empresa químico-farmacéutica creada en 2014 especializada en producir API (Principios Activos Farmacéuticos), localizada en la ciudad de León, en España. Su experiencia se basa tanto en la fermentación como los procesos de semisíntesis. La nueva empresa se origina a partir de la liquidación concursal de la empresa Antibióticos S.A.

## Historia
Antibióticos S.A. fue una empresa farmacéutica creada en 1949 y se cerró en 2014. En su inicio fue formada por la unión de los siguientes laboratorios: Abelló S.A., IBYS S.A., Zeltia S.A., LETI S.A., UQUIFA S.A. e Instituto Llorente. El capital social inicial era de 40 millones de pesetas.
La empresa ya desaparecida "Antibióticos S.A." montó su primera planta en Madrid, dedicada a envasar y empaquetar penicilina y estreptomicina importadas a granel.
En 1952 se instaló una gran fábrica en Armunia (León), con proyecto de Fernando García Mercadal. Desde este momento comienza a producir estreptomicina, tetraciclina y correctores para piensos.
A partir de 1968 comienza un plan de ampliación de sus instalaciones que elevará el volumen de fabricación a valores semejantes a los de mayores fábricas internacionales dentro del campo de los antibióticos, convirtiéndose en poco tiempo en la primera industria del sector farmacéutico nacional y la segunda del sector químico. Su volumen de exportación la sitúa entre las 50 mayores exportadoras del territorio nacional.
En 1977 Mario Conde se incorpora a la empresa Abelló y, después de venderla a la multinacional Merck Sharp and Dohme por 2.700 millones de pesetas, recibe una comisión que le permite hacer una nueva operación en 1984: comprar un 23 por 100 del capital social de Antibióticos S.A., coincidiendo con la salida de los hermanos Fernández López de la misma.

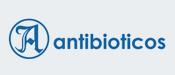
Logo de Antibióticos S.A.

En 1985, junto con su socio Juan Abelló, que poseía algo menos del 50% de la empresa y con Jaime y Emilio Botín, que suscribieron la compra de otro 23%, se hizo con el control de Antibióticos S.A.
En 1987 Antibióticos S.A. fue vendida a la multinacional italiana Montedison por 58.000 millones de pesetas.
En el año 2003 esta empresa fue adquirida por Fidia Farmaceutici. Después de varios cambios accionariales, en 2010 se convierte en una sociedad unipersonal que pertenece al socio único: Calidad en la elaboración SL, cuyo presidente es Francesco Pizzocaro, siendo consejero Carlo Pizzocaro y Consejero Delegado Paolo Tubertini. Es administrador único la empresa Tendencia Positiva SL. En mayo de 2013 se declara en concurso de acreedores.
En septiembre de 2014, se hace con su control la compañía Black Toro Capital, con el compromiso de invertir 35 MM€ y mantener los 170 puestos de trabajo. La nueva empresa tomó el nombre "Antibióticos de León S.L.U". (Sociedad Limitada Unipersonal).